# 酒井忠告
酒井 忠告（さかい ただつぐ）は、江戸時代中期の大名。上野伊勢崎藩の第2代藩主。雅楽頭系酒井家支流2代。
元禄2年（1689年）12月28日、遠江横須賀藩主・西尾忠成の五男として横須賀に生まれる。元禄16年（1703年）に酒井忠寛が嗣子無く死去したため、養子として宝永元年（1704年）に跡を継いだ。宝永4年（1707年）に叙任し、延享4年（1747年）6月に大坂定番となる。宝暦元年（1751年）には奏者番となるが、宝暦8年（1758年）6月に辞職する。宝暦13年（1763年）6月27日、嫡男の忠儔が早世していたため、養子の忠温に家督を譲って隠居し、明和4年（1767年）7月19日に死去した。享年79。

## 系譜
父母
- 西尾忠成（実父）
- 小畠氏 - 側室（実母）
- 酒井忠寛（養父）

正室
- 牧野英成の娘

子女
- 酒井忠儔（長男）生母は正室
- （次男）
- 娘

養子、養女
- 酒井忠温 - 酒井忠恭の四男
- 酒井忠温正室 - 酒井忠儔の娘

### 血縁
酒井忠告は酒井雅楽頭家初代・酒井重忠の男系の玄孫にあたる。
- 酒井重忠 - 西尾忠永 - 忠照 - 忠成 - 酒井忠告